# A Falecida (filme)
A Falecida é um filme brasileiro do gênero drama de 1965, dirigido por Leon Hirszman. Baseado na obra homônima de Nelson Rodrigues, o filme tem roteiro de Leon Hirszman e do documentarista Eduardo Coutinho. É o primeiro filme de Fernanda Montenegro. Em novembro de 2015 o filme entrou na lista feita pela Associação Brasileira de Críticos de Cinema (Abraccine) dos 100 melhores filmes brasileiros de todos os tempos.

## Sinopse
Zulmira (Fernanda Montenegro) é uma mulher obcecada pela ideia da morte, com isso passa a ter a ideia de ter um enterro de luxo para compensar a sua vida simples e miserável num subúrbio do Rio de Janeiro. Ao saber que tem uma boa saúde, fica totalmente abalada e por fim acaba contraindo uma tuberculose. Como último pedido pede ao marido, um desempregado  chamado Toninho (Ivan Cândido), um grande e luxuoso enterro. Para isso, precisa pedir dinheiro ao homem mais rico do bairro, Guimarães (Paulo Gracindo). O homem não aceita pagar o funeral e acaba contando que teve um caso com a falecida, isso sem saber que o sujeito com que está falando é o viúvo. O marido, então enfurecido, passa a chantagear Guimarães.

## Elenco
- Fernanda Montenegro...Zulmira
- Paulo Gracindo...João Guimarães Pimentel

Fernanda Montenegro interpreta Zulmira.

- Ivan Cândido...Toninho
- Nelson Xavier...Timbira
- Joel Barcellos
- Dinorah Brillanti
- Hugo Carvana
- Lucy Costa
- Eduardo Coutinho
- Billy Davis
- Oswaldo Ferreira
- Lurdes Freitas
- Zé Keti
- Vanda Lacerda...Madame Crisálida
- Glória Ladany
- José Wilker (não creditado)[5]

## Premiações
No Festival de Brasília de 1965, Fernanda Montenegro venceu o troféu Candango de 'melhor atriz'. No mesmo ano, Fernanda também venceu o prêmio de 'Melhor atriz' no Prêmio Governador do Estado de São Paulo. O terceiro prêmio recebido por Fernanda pelo papel de Zulmira foi novamente na categoria 'melhor atriz' conquistado na Primeira Semana do Cinema Brasileiro.
Também em 1965, na realização do segundo Festival de Cinema de Teresópolis, o filme venceu as categorias de 'melhor filme', 'melhor diretor' para Leon Hirszman, melhor ator' para Paulo Gracindo e 'melhor argumento' para Nelson Rodrigues.
No  Festival Internacional do Filme do Rio de Janeiro, o longa venceu o prêmio 'Gaivota de Ouro'. Em 1965, o filme recebeu o quinto Lugar no Prêmio Governador do Estado de Guanabara da comissão de Auxilio à Indústria Cinematográfica do Rio de Janeiro.

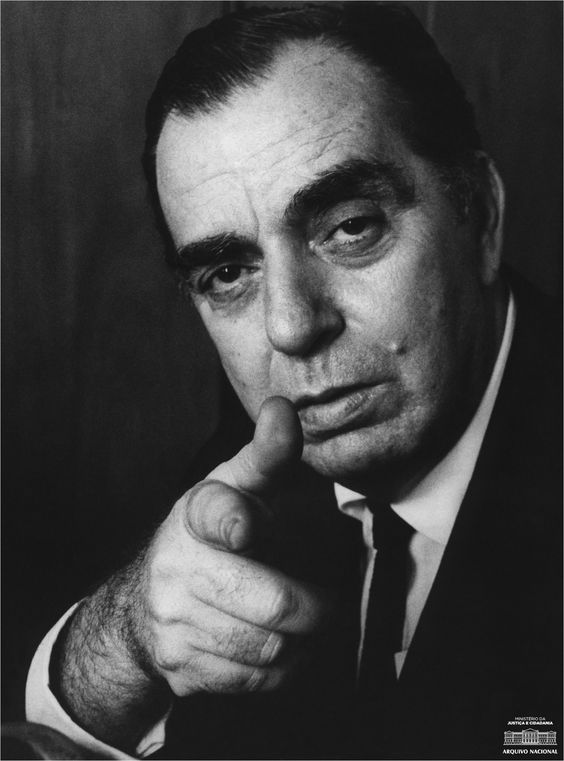
Nelson Rodrigues, autor da peça de teatro A Falecida na qual o filme homônimo foi baseado.